# ギジェルモ・ララサーバル
ギジェルモ・ララサーバル・アルスビデ(1907年2月10日 - 1983年)は、エクアドルで活動したスペイン人のステンドグラス作家である。彼はエクアドルで最も重要なステンドグラス作家であるとみなされている。

## 生涯

### 前半生と教育
ギジェルモ・ララサーバルは1907年2月10日にメキシコシティで生まれた。この時、母親はメキシコシティに旅行中であった。彼の両親、フアン・ドミンゴ・ララサーバル・バサラテとダニエラ・アルスビデ・ビジャは、2人ともスペインのビルバオ出身である。彼の父親は、カカオとコーヒーを扱う実業家だった。ララサーバルは9人兄弟の末っ子として、ビルバオの大きな邸宅で育った。5歳の時、彼は重い髄膜炎にかかり、回復後もしばらくの間、話すことができなかった。初等学校に通っている間、彼は自分の部屋に閉じこもり、鏡の前で話す練習をした。長い練習によって、彼は話すことができるようになった。しかし、しばらくの間は多少言葉に詰まりながら話していた。ララサーバルの父は1916年に死んだ。ギジェルモ・ララサーバルは困難な少年時代を過ごし、また非常に信心深い少年だった。
ギジェルモ・ララサーバルは少年時代、何度か転校した。会計学の学校に通ったこともあった。教師のアドリアン・マルティネスは、ララサーバルが美術の勉強に専念できるようにすることを求め、ララサーバルをいくつかの美術学校に推薦した。1932年、マルティネスはララサーバルに、ビルバオ在住の芸術家ルイス・レルチュンディのスタジオに加わることを勧めた。ギジェルモ・ララサーバルは、画家フェリクス・カニャダの下で働いた。フェリクス・カニャダはアール・ヌーヴォーの作品、特にビルバオのカフェ・イルーニャで知られる。ララサーバルはそのスタジオですぐに成長し、やがてステンドグラスの技術を学び始めた。

### スペインでのキャリア
スペイン内戦の期間中、共和派は嘘の告発によって彼を逮捕し、抑留所に連行した。彼の母は共和派の友人に、息子を釈放するよう懇願した。数週間後、彼はナショナリスト派の捕虜となり、再び家族の要望によって解放された。これらの出来事の後、彼は身を隠すことを試みたが、フランシスコ・フランコの軍に発見され、徴兵された。彼は1939年まで、フランコのために印章や旗を描いた。
1939年に終戦した時には、ララサーバルは無一文だった。彼はサン・セバスティアンにあるアーティスティックステンドグラスのスタジオでの仕事を見つけた。創造性のある仕事は許可されず、画一的な仕事をしていたため、彼は憂鬱だった。そのスタジオで12年働いた後の1951年、彼は仕事を辞めてマドリードのセラミックス工場に転職し、同年に結婚した。

### エクアドルでのキャリア

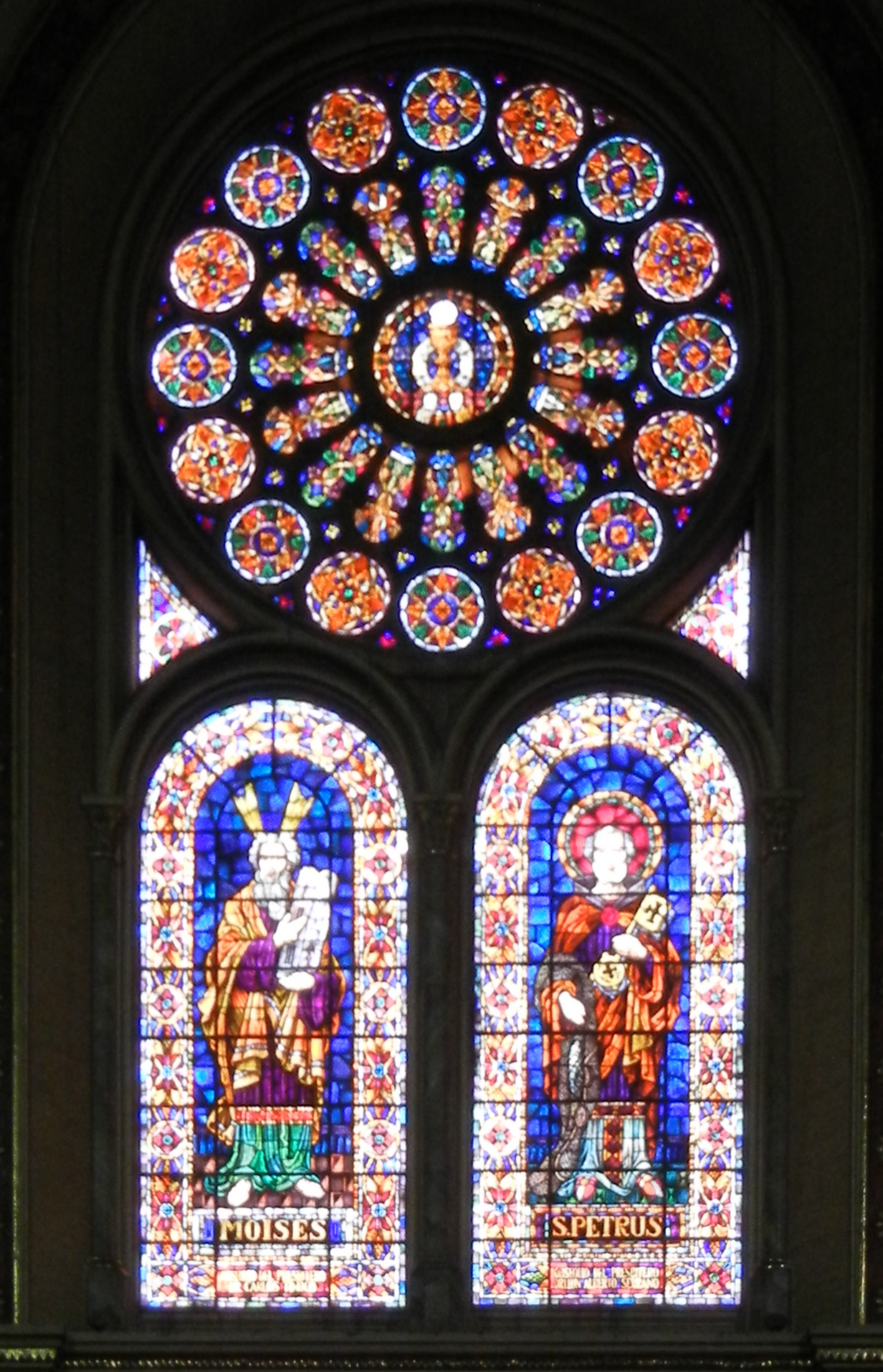
ギジェルモ・ララサーバルが制作した、クエンカ新大聖堂のステンドグラスの窓

1955年、エクアドルのカトリック教会はクエンカ新大聖堂の建設にあたり、スペインで芸術家を探していた。教会はスペインでの代理人として、スペイン人陶芸家のマヌエル・モラ・イニゴを選んだ。イニゴはララサーバルと、大聖堂のステンドグラスの窓を制作する契約をした。1955年、ララサーバルはエクアドルのクエンカに引っ越した。彼の妻も間もなくクエンカに移ったが、その後別居した。
ララサーバルは、クエンカの大聖堂のために60枚のステンドグラスの窓を完成させた。これは、ララサーバルが1ヶ所で手がけた作品の中で最も多い枚数である。この大聖堂での仕事によって彼の名声は全国的なものとなり、グアヤキル・メトロポリタン大聖堂やアンバト大聖堂での仕事のきっかけとなった。彼はまた、1991年に閉校したAcademia Militar de Quito (キト士官学校)、グアヤキルの Unidad Educativa San José La Salle、そして実業家ギジェルモ・バスケスのクエンカでの家の窓のステンドグラスも製作した。
ララサーバルはその後のキャリアの中で、87件のステンドグラス製作を手掛けた。それらの作品は、エクアドルの大多数の州に存在している。1983年7月29日の夜遅く、あるいは翌日の早朝、ララサーバルは肺がんで死んだ。彼が煙草を吸わないことを考えると、ステンドグラスの製造に用いられる化学物質にさらされていたことが病気を引き起こしたのかもしれない。

### 私生活
エクアドルで、ララサーバルは画家のエウドクシア・エストレジャと恋に落ちた。2人は1960年に同棲を始めたが、ララサーバルは離婚を拒否されており、当時はまだスペインにいた頃からの妻と婚姻関係にあった。エストレジャは、ララサーバルが亡くなるまで彼のパートナーであり続けた。

## 業績
ルイス・アルベルト・ルナ・トバルは、ララサーバルを「神の顔を探す中で、ステンドグラスの光と色で瞑想した神学者」であると語った。ララサーバルの芸術の才能はステンドグラスのみに留まらず、画家、彫刻家、陶芸家、写真家としての才能もあった。晩年、彼はかなりの時間を写真に費やした。

## 死後
クエンカのTohe Gallería Larrazábalは彼の功績にちなんで名付けられ、彼のスタジオの跡地に存在している。ララサーバルの作品の最初の展示会は2012年にクエンカで開催され、後にエクアドル各地で開催された。2度目の展示会はキトのPontificia Universidad Católica del Ecuadorで2013年に開催された。